# Sinfonia di guerra
Sinfonia di guerra (Counterpoint) è un film del 1968 diretto da Ralph Nelson, tratto dal romanzo The General di Alan Sillitoe.

## Trama
Durante la controffensiva delle Ardenne, nell'inverno 1944, Lionel Evans è un direttore di un'orchestra degli Stati Uniti. Durante un concerto, irrompono le truppe naziste, guidate dal colonnello Arndt, che catturano il direttore e i componenti dell'orchestra, deportandoli in un castello dove dovrebbero essere uccisi, ma a bloccare l'esecuzione è il generale Schiller, amante della musica classica, che chiede infatti di eseguire dei pezzi per le truppe. Evans rifiuta, pensando a uno stratagemma per sfuggire all'esecuzione, ma Schiller in realtà è intenzionato a liberare l'orchestra. Quando un gruppo di partigiani attacca il castello, dopo aver diretto il concerto chiesto dal generale, i musicisti vengono messi in salvo, mentre Evans, che sta per essere ucciso da Arndt, viene salvato da Schiller.

## Distribuzione
- 20 ottobre 1967 nella Germania Ovest (Der Befehl)
- 19 gennaio 1968 in Finlandia (Sankareitten sinfonia)
- 29 febbraio in Messico (Jaque mate)
- 4 marzo in Svezia (I krigets järngrepp)
- 13 marzo negli Stati Uniti (Counterpoint)
- aprile in Turchia (Esirler kampi)
- 14 aprile in Spagna (Una tumba al amanecer)
- 13 novembre in Danimarca (Krigens symfoni)